# H (álbum de Bob James)
H es el octavo álbum de estudio por el músico estadounidense Bob James, publicado en agosto de 1980 por Tappan Zee Records.

## Diseño de portada
La portada del álbum fue diseñada por la diseñadora gráfica estadounidense Paula Scher. La portada muestra la imagen de un perrito caliente. Al comentar sobre el diseño del álbum, Scher dijo: “Mis portadas de álbumes para Bob James y su sello Tappan Zee eran simples íconos americanos explotados para ser más grandes que la vida”.

## Recepción de la crítica
Thom Jurek, escribiendo para AllMusic, le dio una calificación de 3 estrellas y media sobre 5 y comentó que la música del álbum, “gira en torno a temas y coloraciones alegres y fáciles, donde el nuevo jazz contemporáneo (más tarde, ‘smooth jazz’) se reúne con temas orquestales ágiles de estilo cinematográfico con algunas matices funk limpias y ordenadas”. Él finalizó su reseña escribiendo: “H puede ser el típico James de este período, pero eso no significa que la música no sea completamente agradable”.

## Lista de canciones
Todas las canciones escritas y compuestas por Bob James, excepto donde esta anotado. 
| Lado uno |                                                |          |  |
| N.º      | Título                                         | Duración |  |
| 1.       | «Snowbird Fantasy»                             | 7:03     |  |
| 2.       | «Shepherd's Song»                              | 6:40     |  |
| 3.       | «Brighton by the Sea» (Grover Washington, Jr.) | 5:36     |  |

| Lado dos |                                           |          |  |
| N.º      | Título                                    | Duración |  |
| 1.       | «The Walkman»                             | 6:19     |  |
| 2.       | «Thoroughbred»                            | 7:22     |  |
| 3.       | «Reunited» (Dino Fekaris, Freddie Perren) | 5:42     |  |

## Créditos y personal
Créditos adaptados desde las notas de álbum.
- Bob James – piano acústico, Fender Rhodes, sintetizador Oberheim Polyphonic , arreglista y conductor
- Hiram Bullock – guitarra eléctrica, coros (4)
- Bruce Dunlap – guitarra acústica (1, 6)
- David Brown – guitarra acústica (2, 5)
- Gary King – guitarra bajo (1, 3, 4, 6)
- Doug Stegmeyer – guitarra bajo (2, 5)
- Buddy Williams – batería (1, 3, 4, 6)
- Liberty DeVitto – batería (2, 5)
- Airto Moreira – percusión (1, 6)
- Leonard “Doc” Gibbs – percusión (4)
- Ralph MacDonald – percusión (5)
- Grover Washington, Jr. – saxofón soprano, flauta irlandesa
- Phil Bodner, Eddie Daniels, Jerry Dodgion, George Marge y Romeo Penque – instrumentos de viento madera
- Paul Faulise, Jim Pugh y Barry Rogers – trombón
- Randy Brecker, Danny Cahn, Jon Faddis y Mike Lawrence – trompeta
- David Nadien – concertino
- Jonathan Abramowitz y Charles McCracken – violonchelo
- Lamar Aslop y Al Brown – viola
- Lewis Eley, Max Ellen, Barry Finclair, Regis Iandiorio, Marvin Morgenstern, Jan Mullen y Matthew Raimandi – violín

Personal técnico
- Bob James – productor
- Joe Jorgensen – ingeniero de audio
- Mark Chusid – ingeniero asistente
- Brian McGee – ingeniero asistente
- Vlado Meller – masterización
- Marion Orr – coordinador
- Paula Scher – directora artística, diseño de portada
- Buddy Endress – fotografía
- Jim Houghton – fotografía interior

## Posicionamiento
| Gráficas (1980)                | Pico de posición |
| ------------------------------ | ---------------- |
| Estados Unidos (Billboard 200) | 47               |